# Озерище (Злынковский район)
Озерище — посёлок в Злынковском районе Брянской области, в составе Спиридоновобудского сельского поселения. 
 Примыкает к северо-западной окраине деревни Карпиловка. Население — 52 человека (2010).

## История
Упоминается с 1920-х годов; до Великой Отечественной войны преобладало украинское население.
До 2005 года входил в состав Карпиловского сельсовета.
| Годы      | 1926 | 1979 | 1989 | 2002 | 2010 |
| --------- | ---- | ---- | ---- | ---- | ---- |
| Население | 161  | 89   | 54   | 58   | 52   |